# Michajlovský hřbitov v Jekatěrinburgu
Michajlovský hřbitov v Jekatěrinburgu (Михайловское кладбище в Екатеринбурге) je jeden z nejstarších hřbitovů v Jekatěrinburgu, správním centru Sverdlovské oblasti Ruské federace. Na hřbitově, který byl založen v roce 1865, se mj. nachází místo posledního odpočinku téměř čtyř set československých legionářů, kteří v letech 1918–1919 během občanské války v Rusku padli při bojích v Jekatěrinburgu a okolí. 

## Historie
Pietní místo bylo založeno v roce 1865 pod názvem „Новое кладбище“ („Nový hřbitov“). V letech 1886–1890 byl v areálu hřbitova vybudován pravoslavný hřbitovní kostel Všech svatých. Prostředky na jeho výstavbu věnoval kupec Fjodor Alexejevič Michajlov, podle kterého pak začali místní občané nazývat celý hřbitov. První vklad ve výši 500 rublů složil Michajlov již v roce 1885, kdy se zotavil z těžké nemoci, později před svou smrtí v roce 1886 přidal ještě 300 rublů. Menšími částkami přispěli Alexandr Volkov, Jakov Andrejev a mnozí další jekatěrinburští kupci. Donátorům bylo vyhrazeno místo posledního odpočinku poblíž kostela. Celkové náklady na výstavbu chrámu činily 12 000 rublů. Kostel Všech svatých vysvětil 17. června 1900 biskup jekatěrinburský a irbitský Polykarp.
V roce 1918 kostel vyhořel, opravy trvaly dva roky. Během oprav byl interiér kostela vyzdoben nástěnnými malbami, které vytvořeny podle námětů slavného ruského malíře Viktora Michajloviče Vasněcova. Kostel byl nepřístupný mezi roky 1941–1944, v roce 1945 byl opět vysvěcen. Podruhé byl uzavřen v roce 1961, zařízení kostela bylo poničeno a rozkradeno. Od roku 1965 sloužil kostel jako květinový stánek s nabídkou pohřebních věnců. Hřbitovní kostel Všech svatých na Michajlovském hřbitově byl obnoven po roce 1989, potřetí ve své historii byl vysvěcen v listopadu roku 1990. Při kostele působí nedělní škola a od roku 1997 také středisko místní charity, poskytující pomoc všem potřebným.
Na hřbitově se pohřbívalo od roku 1865 do roku 1960, později zůstala pouze možnost ukládat urny s popelem zesnulých do rodinných hrobů. V druhé polovině 20. století se dvakrát, a to v 50. a pak v 80. letech, orgány sovětské moci pokoušely hřbitov zlikvidovat.

## Hřbitov
Hřbitov se nachází na Bljucherově ulici (původním názvem Берёзовский тракт) v městském obvodu Kirovskij rajon (Кировский район). Adresa kostela Všech svatých je Екатеринбург, улица Блюхера 6, hřbitov má adresu улица Блюхера 4. Samotný hřbitov je poněkud zanedbaný, poblíž hlavního vchodu do areálu je umístěno nové kolumbárium.
Původně měl hřbitov téměř čtvercové rozměry 330 × 350 metrů. Odhaduje se, že je zde pohřbeno kolem 18 000 osob, z nichž zhruba 7 000 není identifikováno. Mezi občany města, kteří byli pohřbeni na Michajlovském hřbitově, avšak místo uložení jejich ostatků není známo, je i významný uralský fotograf a filmový dokumentarista Veniamin Metenkov, zesnulý v roce 1933. Na Michajlovském hřbitově je uložena řada dalších představitelů společenského a vědeckého života města Jekatěrinburgu a Sverdlovské oblasti, jako například geolog a mineralog, profesor Konstantin Matvějev, geologové Volf a Olerskij nebo hudební skladatel Markian Frolov. 
Na hřbitově byli pochováváni i někteří duchovní představitelé jekatěrinburského chrámu svaté Kateřiny. V letech druhé světové války zde bylo pohřbeno celkem 276 vojáků a důstojníků, zemřelých v jekatěrinburských nemocnicích na následky zranění. Jejich pozůstatky však byly z rozhodnutí sovětských orgánů v roce 1981 přemístěny do společného hrobu na Širokorečenském hřbitově. V roce 1959 bylo na Michajlovském hřbitově v sektoru č. 17 pochováno sedm z devíti mladých lidí, studentů Uralského polytechnického institutu, členů výpravy Igora Ďatlova, kteří za záhadných okolností zahynuli během přenocování na úbočí hory Cholat Sjachl (Холат-Сяхл) v oblasti Severního Uralu. V roce 2013 byl na tomto místě pohřben i Jurij Judin, desátý účastník Ďatlovovy expedice, který jako jediný tragédii přežil, protože kvůli zranění nohy musel výpravu předčasně opustit. Zbylí dva účastníci Ďatlovovy výpravy Zolotarev a Krivoniščenko jsou pochováni na Ivanovském hřbitově.

## Pomník československým legionářům
V roce 2008 byl na Michajlovském hřbitově vystavěn pomník československým legionářům, padlým v Jekatěrinbugu během ruské občanské války. Padlí legionáři byli v průběhu bojů pohřbíváni na vyhrazeném místě Michajlovského hřbitova, avšak po vítězství Rudé armády a ústupu bělogvardějských sil byly hroby Čechoslováků poničeny a pietní místo pak sloužilo k pohřbívání dalších osob. Památník legionářů byl za účasti představitelů českého státu i města Jekatěrinburgu slavnostně odhalen 17. listopadu 2008, náklady na jeho vybudování ve výši 3,5 miliónu korun uhradila česká strana. Zde pohřbení jsou evidováni v Centrální evidenci válečných hrobů vedené ministerstvem obrany.

## Galerie

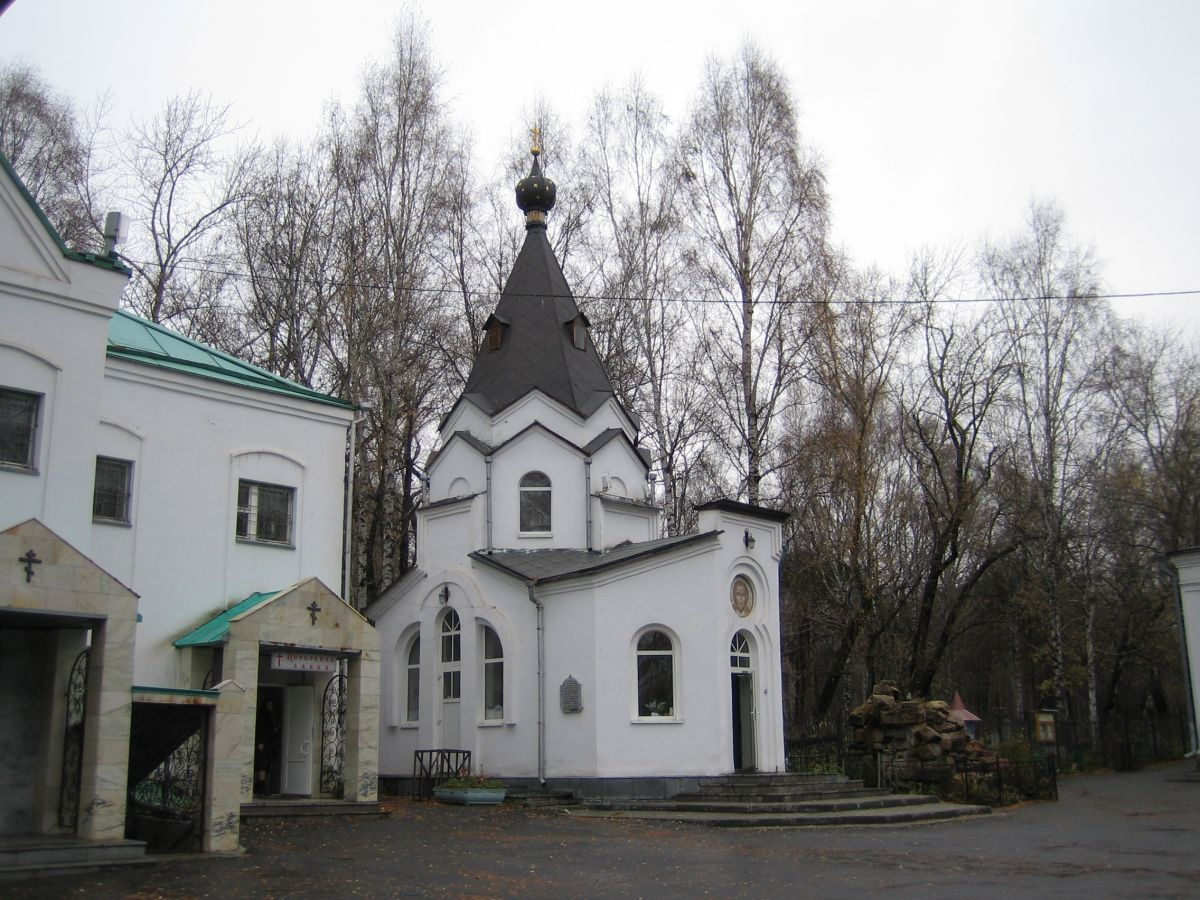
Hřbitovní kaple postavená po roce 1990
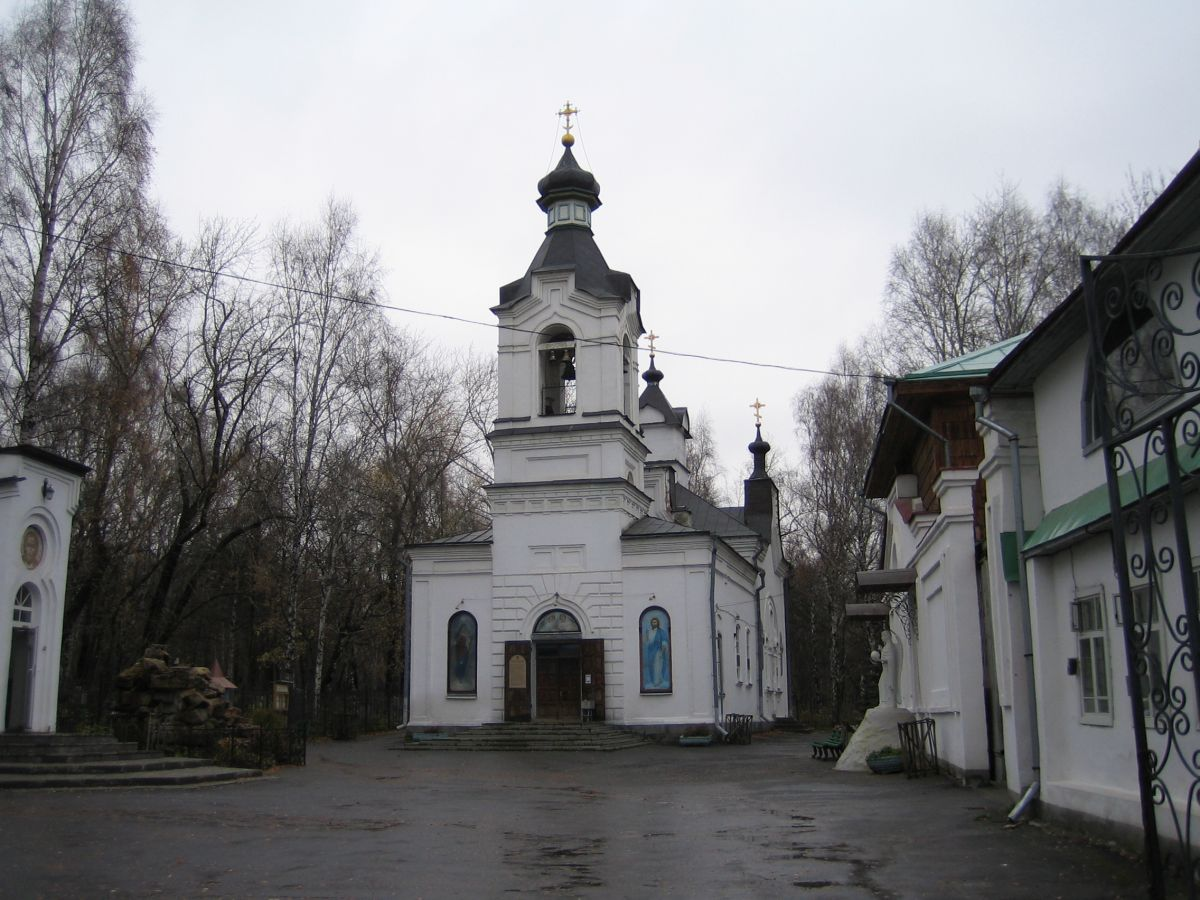
Kostel Všech svatých a přilehlé budovy
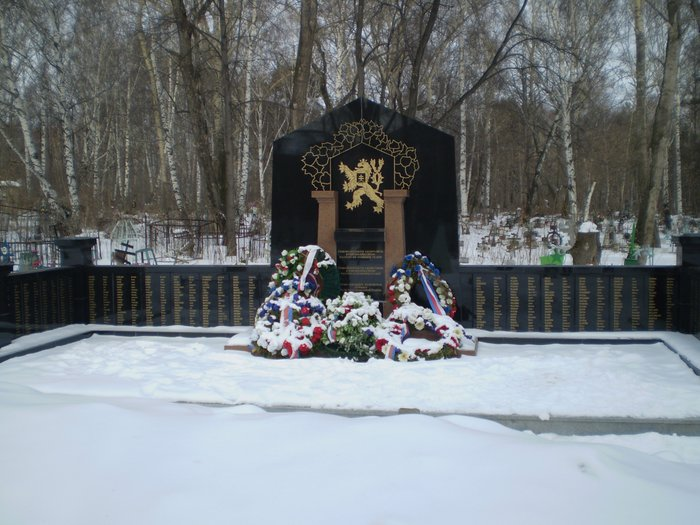
Památník věnovaný československým legionářům
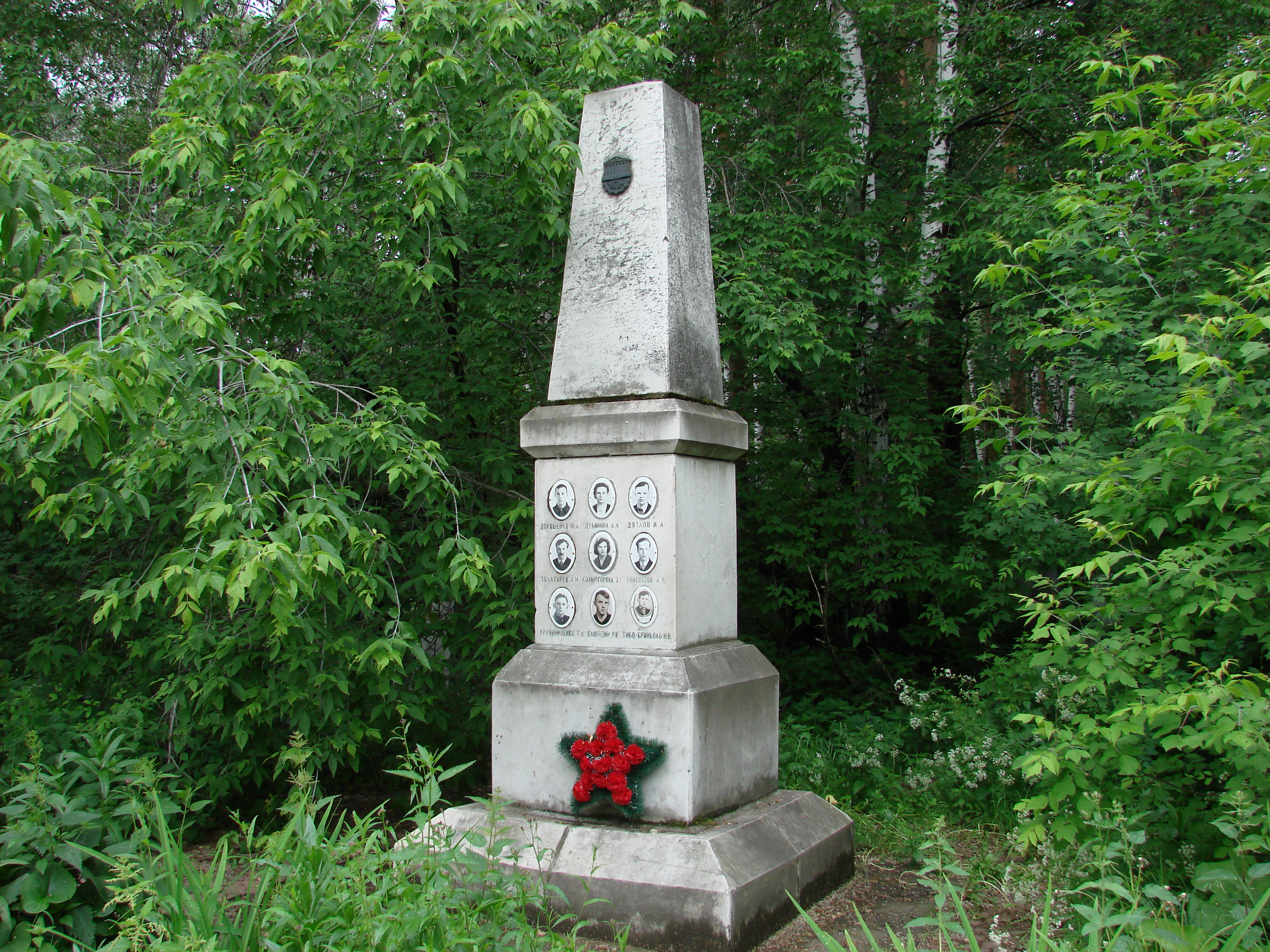
Pomník obětem Ďatlovovy výpravy
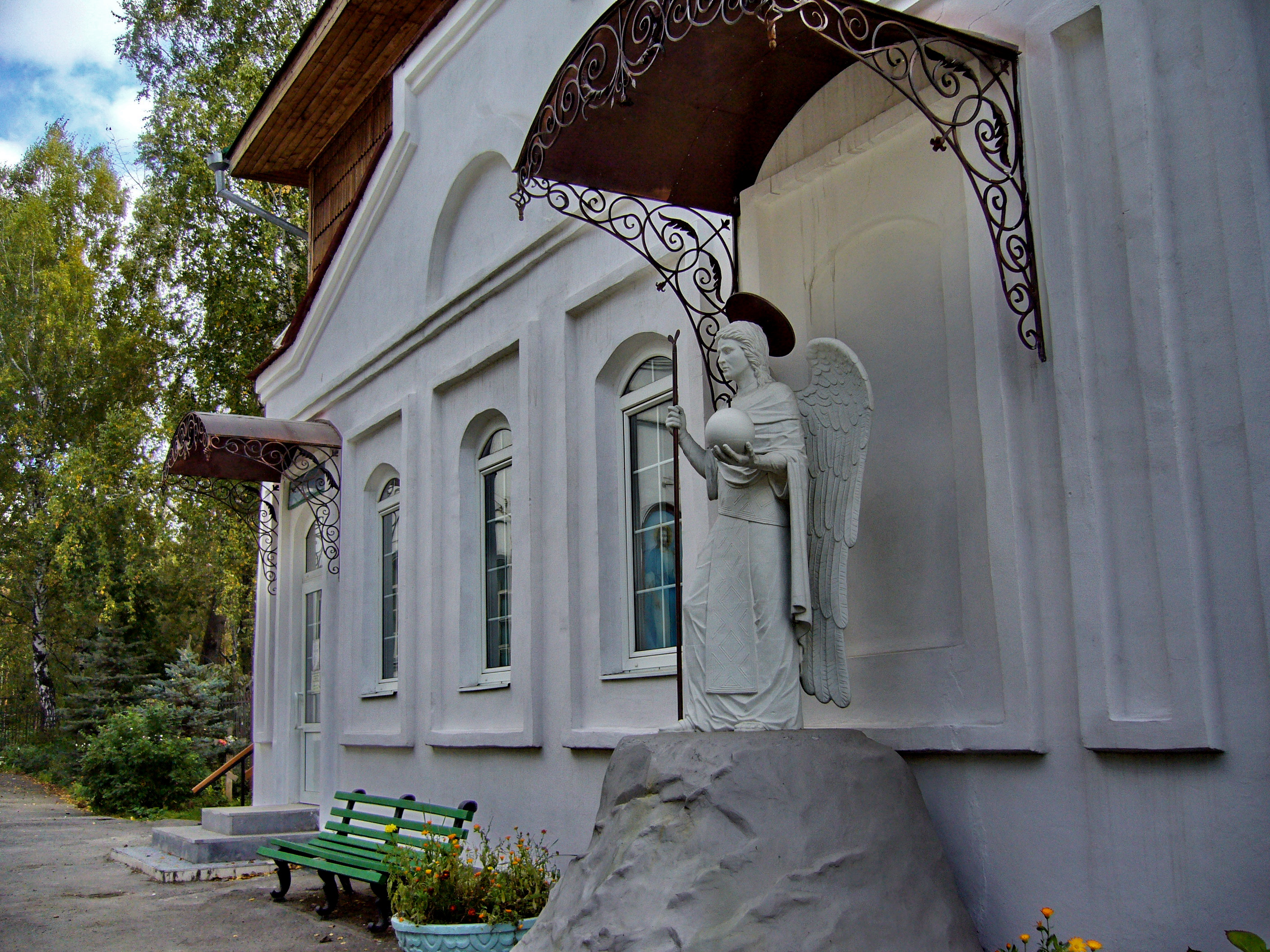
Upravené prostranství před kostelem